# 朱芦镇
朱芦镇，是中华人民共和国山東省临沂市莒南县下辖的一个乡镇级行政单位。位于县境东北部。

## 沿革
原为莒南县第十一区，1958年改为朱芦乡，同年8月与坪上乡合并成立大山公社，1961年改为朱芦区，1984年改为乡，1994年设镇。

## 行政区划
朱芦镇下辖26个行政村：
朱芦村、石场村、小茅墩村、大茅墩村、张家茅墩村、崖上村、大青峰峪村、前青峰峪村、东青峰峪村、宋家村、横沟村、王家岭村、河西村、刘家东山村、赵家土山村、孙家土山村、址坊村、璇子村、幸福山村、辛庄村、张家彩村、李家彩村、宋家彩村、刘家彩村、厉家泉村和石汪村。

## 名胜古迹
甲子山“孙膑洞”等。